# Amnesiac
Amnesiac (с англ. — «Человек, страдающий амнезией») — пятый студийный альбом британской рок-группы Radiohead, выпущенный в 2001 году на лейбле Parlophone. Диск был записан одновременно с предыдущим релизом группы — Kid A (2000); альбом был посвящён сыновьям музыкантов Тома Йорка и Фила Селуэя, родившимся в период между релизами Kid A и Amnesiac. На звучание записи повлияли электронная музыка, классика, джаз и краут-рок. Тематика песен отражает влияние древнегреческой и египетской мифологий и затрагивает вопросы памяти и реинкарнации. Басист группы Колин Гринвуд подытожил, что в альбом вошли «традиционные для Radiohead песни вместе с более экспериментальным инструментальным материалом без текстов». Фронтмен коллектива Том Йорк так описал альбом: «Amnesiac — это Kid A с другого ракурса, его иное толкование».
В поддержку альбома было выпущено три сингла: «Pyramid Song», «I Might Be Wrong» и «Knives Out». Amnesiac дебютировал на первом месте в чарте Великобритании и на втором в Billboard 200. Альбом был тепло встречен критиками, хотя многие из них отмечали, что он проигрывает в сравнении с Kid A. В 2012 году журнал Rolling Stone поставил запись на 320-е место в своём списке «500 величайших альбомов всех времён». По состоянию на 2008 год по всему миру было продано свыше 900 000 копий альбома. В 2002 году специальное издание альбома было отмечено премией «Грэмми» в категории «Лучшая обложка/оформление диска».

## Запись
Почти весь материал альбома был записан во время сессий, организованных для его предшественника — пластинки Kid A, выпущенной восемью месяцами ранее, в октябре 2000 года. Сессии проходили на студиях в Париже, Копенгагене, и родном городе группы — Оксфорде, в период с начала 1999 до середины 2000 года. В отличие от предыдущих работ коллектива (представлявших собой более традиционный рок), новый материал отражал влияние электронной музыки, классики, джаза и краут-рока; музыканты активно использовали синтезаторы, драм-машины, а также струнные и духовые инструменты. Барабанщик Фил Селуэй отметил, что период записи этих двух дисков отражал «два [разных] образа мышления, контраст между нашим прежним подходом — все собираются в одной комнате и играют вместе — и другой крайностью — чисто студийными записями. Я думаю, что Amnesiac производит лучшее впечатление, когда группа собирается вместе».
К концу сессий группа записала более двадцати треков. Музыканты рассматривали несколько вариантов: выпустить их как серию EP, в качестве двойного альбома, либо подогнать треки друг к другу и сделать из них единую пластинку. Однако такой лонгплей был бы слишком инородным. По мнению гитариста группы Эда О’Брайена, материал получался слишком плотным для двойного альбома и какие-то треки могли пройти незамеченными. По словам Тома Йорка, они решили разделить материал на два альбома, которые «взаимно несовместимы в своём законченном виде. У них две разных истории… В каком-то смысле, мне кажется, Amnesiac — это Kid A с другого ракурса, его иное толкование». Музыканты особо подчёркивали, что они расценивали Amnesiac не как сборник би-сайдов или «остатков» от Kid А, а как полноценную запись.
Только один трек нового альбома, «Life in a Glasshouse», был записан уже после релиза Kid A. В конце 2000 года мультиинструменталист Джонни Гринвуд написал письмо джазовому трубачу Хамфри Литтелтону с просьбой присоединиться к Radiohead для записи этой песни, поясняя, что группа «немножко забуксовала». В интервью Mojo Гринвуд так прокомментировал эту ситуацию: «Мы поняли, что не можем играть джаз. Понимаете, мы всегда были группой с большими амбициями, но со скромными музыкальными способностями». Литтелтон согласился помочь после того, как его дочь дала ему послушать альбом Radiohead 1997 года OK Computer.

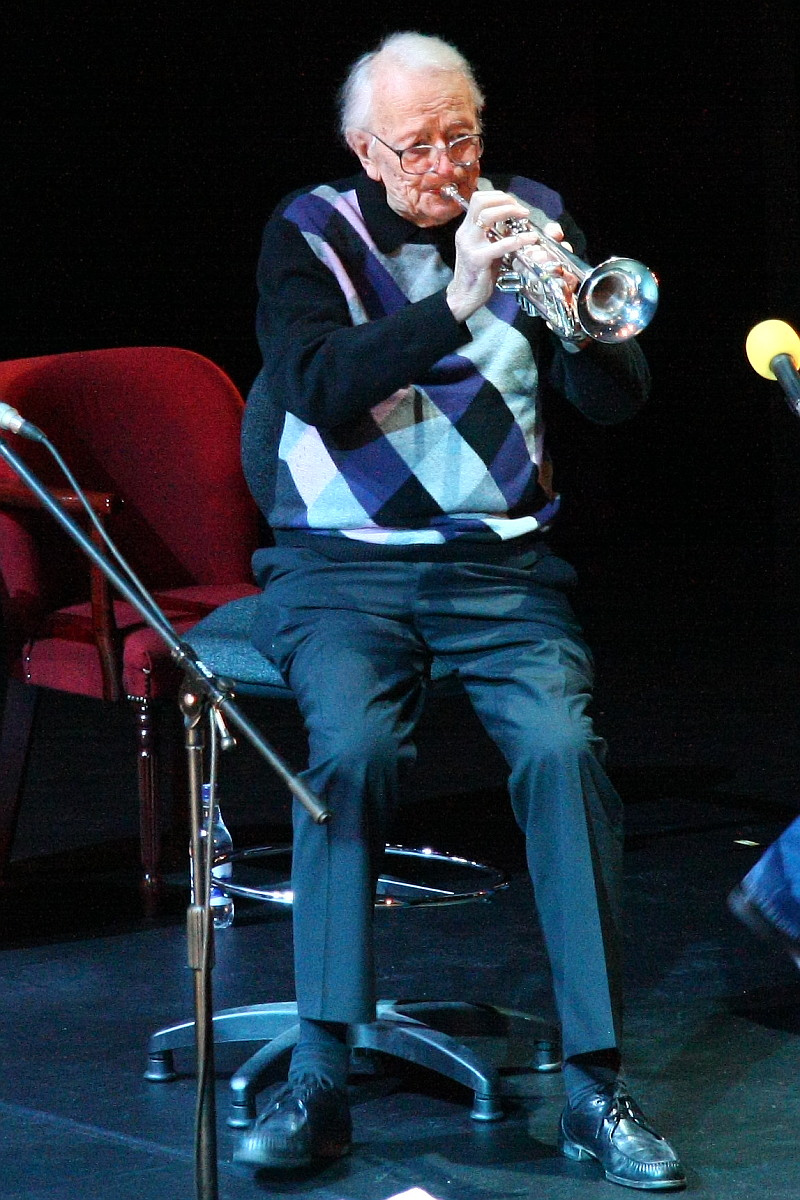
В записи композиции «Life In A Glasshouse» участвовал джазовый исполнитель Хамфри Литтелтон со своей группой

В октябре 2000 года Radiohead отправились в мировое турне в поддержку Kid A, по ходу которого исполняли в том числе и композиции, вошедшие в Amnesiac. В июне 2001 года группа организовала турне уже в поддержку Amnesiac, эти гастроли включали первые за три года выступления Radiohead в Северной Америке. Записи с этого тура, а также с предшествовавшего ему турне в поддержку Kid A, были изданы на концертном мини-альбоме I Might Be Wrong: Live Recordings в ноябре 2001 года.

## Музыка и тексты
Структура электронной композиции «Packt Like Sardines in a Crushd Tin Box» выстроена с помощью «сжатых лупов» и искажённого вокала, пропущенного через процессор Auto-Tune с целью создать «гнусавый, безликий звук».
Мелодия «Pyramid Song» была вдохновлена песней «Freedom» Чарльза Мингуса. Её текст отражает впечатления от выставки на тему древнеегипетских верований о загробном мире, которую Йорк посетил, будучи на сессиях в Копенгагене, а также идеями цикличности времени, взятые из работ Стивена Хокинга и общей концепции буддизма. По словам Селуэя, эта песня «во многом противоречила тому, что до этого делали Radiohead… Все составные части довольно простые, но мне кажется, что то, как они переплетаются, придаёт песне настоящую глубину».
Структура ещё одной электронной композиции «Pulk/Pull Revolving Doors» была создана с помощью секвенсора синтезатора Roland MC-505 с добавлением лупов, записанных во время сессий OK Computer. Колин Гринвуд вспоминал: «Мы настроили рекордер и отключили в нём стирающую головку. Установили записывающую головку таким образом, чтобы она снова и снова записывала поверх прежних записей, и начали наигрывать на магнитофон клавишную партию, чтобы получить призрачную, повторяющуюся мелодию». Auto-Tune был использован в этом треке также для преобразования разговорной речи в мелодию.

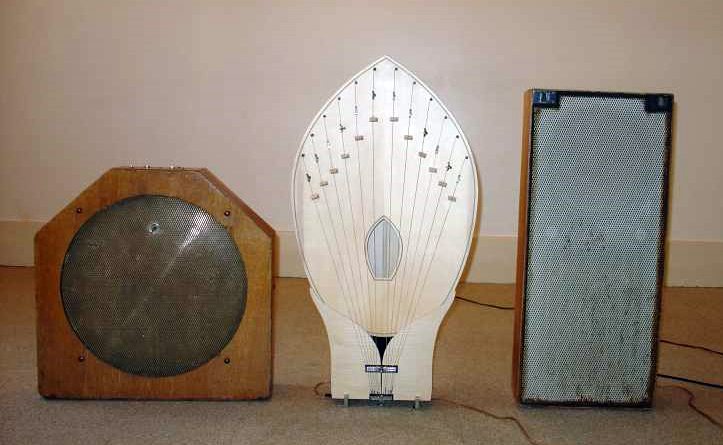
В песне «You And Whose Army?» для обработки вокальной партии Тома Йорка были использованы специальные динамики (диффузеры), являющиеся отдельными частями инструмента волны Мартено

«You and Whose Army?» Йорк описал как песню «о том, кому была дана власть народом и кто в итоге его предал — как это сделал Тони Блэр». В попытках воспроизвести «мягкий, тёплый звук прото-ду-воп» поп-группы 1940-х годов The Ink Spots Radiohead приглушили микрофоны коробками из-под яиц и использовали резонирующий динамик волн Мартено для обработки вокала.
В журнале Mojo мелодия песни «I Might Be Wrong» была описана как «ядовитый гитарный рифф» поверх «металлизированного бита в трансовом стиле». Басовая линия Колина Гринвуда была вдохновлена творчеством басиста Бернарда Эдвардса из группы Chic. Строчка «never look back» (рус. никогда не оглядывайся назад) повторяет совет, который однажды дал Йорку его друг: «Гордись тем, что ты сделал. Не оглядывайся назад и продолжай жить, как будто ничего не случилось. Всё плохое исчезнет само по себе».
«Knives Out» была вдохновлена творчеством гитариста Джонни Марра из группы The Smiths. Согласно студийному дневнику О’Брайена, чтобы записать её, понадобилось 373 дня, что он назвал «абсурдно длинным периодом беременности для песни».
«Morning Bell/Amnesiac» родилась как альтернативная версия композиции «Morning Bell» из альбома Kid A. О’Брайен вспоминал: «мы зачастую записываем несколько вариантов песен — некоторые из них остаются, в этот раз альтернативная версия получилась настолько мощной, что её стоило услышать снова». На официальном сайте Radiohead Йорк написал, что «Morning Bell/Amnesiac» была включена в альбом, «потому что у неё была совсем другая история, чем у прежней версии, потому что мы лишь случайно снова наткнулись на неё, уже успев позабыть о ней. Потому что она похожа на повторяющийся сон. Мы почувствовали, что так будет правильно».
«Dollars and Cents» была отредактированной версией одиннадцатиминутного «джэма»; способ обработки был позаимствован у краут-рок-группы Can. По ходу сессии Колин Гринвуд проиграл запись джазового музыканта Элис Колтрейн, чем вдохновил своего брата Джонни написать струнную аранжировку «в духе Колтрейн». По словам Йорка, текст этой песни был «тарабарщиной, но он возник из идей, с которыми я борюсь целую вечность, о том, что люди — по сути просто пиксели на экране, не знающие, что служат высшей силе — манипулирующей и разрушительной, но мы бессильны, потому что не знаем её имени».
Я читал, что гностики верят, что когда мы рождаемся, нам приходится забыть [то место] откуда мы пришли, чтобы справиться с травмой прибытия в этот мир. Я счёл эту идею по-настоящему захватывающей. Это как река забвения. Этот альбом был записан в одно и то же время с „Kid A“, но я думаю, что у него совсем другое происхождение. Это как найти старый сундук на чьем-то чердаке со всеми этими записями, картами, рисунками и описаниями посещения места, которое вы не можете вспомнить.
«Hunting Bears» представляет собой короткую инструментальную пьесу, сыгранную на электрогитаре и синтезаторе. «Like Spinning Plates» была сгенерирована из компонентов другой песни — «I Will», которую музыканты пытались записать в ходе тех же сессий. Оставшись недовольны результатом, который Йорк описал, как «что-то похожее на Kraftwerk», музыканты полностью переделали мелодию и использовали её, чтобы записать новый трек. Йорк вспоминал: «Мы включили обратное воспроизведение, я услышал вокальную мелодию из другой комнаты, звучащую задом наперёд, и подумал: „Это гораздо лучше, чем в правильную сторону“, а потом провёл остаток ночи, пытаясь разучить эту мелодию». Йорк спел текст задом наперёд; эта запись затем в свою очередь была проиграна в обратную сторону, и на выходе был получен эффект «обратного вокала». Первоначальная композиция «I Will» была выпущена с другой аранжировкой на следующем диске группы — Hail to the Thief (2003).
«Life in a Glasshouse» была записана при участии джазового ансамбля Хамфри Литтелтона. После прослушивания демоверсии песни Литтелтон предложил сделать аранжировку в «классическом новоорлеанском джазово-похоронном стиле». Он описал песню так: «в начале я бесцельно импровизирую в блюзовом стиле, в минорной тональности, но на котором мы играем по-настоящему неистовый, примитивный нью-орлеанский блюз». По словам Литтелтона, «Radiohead хотели, чтобы песня звучала не как отшлифованная студийная запись, а слегка экспериментально, как люди, играющие музыку, которая не была продумана заранее». Текст песни был вдохновлён попавшейся Йорку газетной заметкой. В ней писалось о жене голливудской знаменитости, которую постоянно преследовали папарацци. В итоге, она обклеила все окна своего дома сделанными ими фотографиями.

## Обложка и упаковка
Обложка альбома была создана Томом Йорком вместе с художником Стэнли Донвудом, который уже работал с Radiohead над оформлением пластинки The Bends (1995). На ней изображён плачущий минотавр из греческой мифологии. По словам Донвуда, идея обложки родилась, когда он «поехал на поезде в Лондон, заблудился и начал делать заметки». Согласно концепции Донвуда Лондон стал метафорой мифического Лабиринта, художник представлял город «воображаемой тюрьмой, местом, где ты можешь бродить, ты — Минотавр Лондона. Мы все — монстры, полулюди-полузвери. И мы заперты в лабиринте прошлого».
Для «специального ограниченного издания» альбома Донвуд подготовил особую обложку, стилизованную под красную книгу в твёрдом переплёте. Стилистически эта книга оформлена так же, как и оригинальный альбом, при этом она содержит множество страниц с рисунками Донвуда и Тома Йорка, использовавшего псевдоним Tchocky. Художник так комментировал это решение: «Мы хотели, чтобы это было похоже на книгу. Кто-то сделал в ней все эти страницы, а потом засунул в ящик стола и забыл на чердаке. А потом забыли и про чердак. Визуальная и музыкальная идея альбома заключается в том, чтобы найти эту книгу и открыть её страницы». Специальное издание альбома было удостоено премии «Грэмми» в категории «Лучшее оформление» на церемонии 2002 года.

## Отзывы критиков
| Совокупная оценка    | Совокупная оценка |
| Источник             | Оценка            |
| -------------------- | ----------------- |
| Metacritic           | 75/100            |
| Оценки критиков      |                   |
| Источник             | Оценка            |
| AllMusic             | [ 34 ]            |
| Entertainment Weekly | C+                |
| The Guardian         | [ 36 ]            |
| NME                  | 8/10              |
| Pitchfork            | 9.0/10            |
| Rolling Stone        | [ 39 ]            |
| Slant Magazine       | [ 40 ]            |
| Sputnikmusic         | [ 41 ]            |
| Spin                 | 7/10              |
| Роберт Кристгау      | [ 43 ]            |

Amnesiac дебютировал на второй строчке американского чарта Billboard 200 с 231 000 проданных копий, что было выше, чем продажи предыдущего диска — Kid A, тираж которого в первую неделю составил 207 000 экземпляров. В поддержку альбома было выпущено три сингла — «Pyramid Song», «I Might Be Wrong» и «Knives Out», на каждый из которых были сняты видеоклипы. Альбом получил «золотой» сертификат от Ассоциации звукозаписывающей индустрии Японии, достигнув отметки в 100 000 проданных копий на территории этой страны.
Amnesiac получил положительные отзывы от большинства музыкальных критиков. На профильном сайте Metacritic его рейтинг составляет 75 баллов из 100, что на пять пунктов ниже, чем у предыдущей работы группы. Согласно классификации сайта, пластинка получила «в целом благоприятные отзывы».
Основатель портала Pitchfork Media Райан Шрайбер написал в своей рецензии: «Даже не упоминая качество, спорный порядок следования треков Amnesiac далеко не опровергает мнение, согласно которому этот альбом — просто слегка замаскированный сборник би-сайдов… Тем не менее, лучшие моменты пластинки бесспорно стоили времени, потраченного на ожидание [её выхода] и легко искупают её местами неоднородный материал». Стивен Томас Эрлюин из Allmusic отмечал в своей рецензии: «[Kid A и Amnesiac] явно имеют одни и те же корни и одни и те же недостатки… из-за характера Amnesiac разделение выглядит надуманным — нет ни изменений в тоне, ни изменений в подходе, и из-за разделения оба альбома только выглядят незаконченными, даже если лучший материал на обоих ошеломляющ, доказывая, что Radiohead являются одной из лучших групп своего времени». Музыкальный обозреватель газеты Guardian Алекс Петридис писал в своём эссе: «Задним числом понимаешь, что упрямый грохот Kid A был не более чем погремушкой, выкинутой из коляски. После того, как истерика закончилась, Radiohead вернулись к привычной роли самой интригующей и новаторской рок-группы в мире».
Многие музыкальные издания отметили Amnesiac в числе лучших альбомов 2001 года. Журнал Q поместил его в Top-50, а Rolling Stone — в первую десятку года, он также занял шестое место в ежегодном опросе газеты Village Voice «Pazz & Jop». Издание Los Angeles Times поместило альбом на 5-е место в своём списке «лучших пластинок года», а Alternative Press — на первое. В конце 2009 года портал Pitchfork Media присудил альбому 34-е место среди «лучших записей 2000-х годов», а в аналогичном опросе журнала Rolling Stone лонгплей занял 25-ю строчку. В 2012 году Rolling Stone поместил Amnesiac на 320-е место в своём обновлённом списке «500 величайших альбомов всех времён».
В 2001 году Amnesiac был номинирован на Mercury Music Prize, но уступил альбому Stories from the City, Stories from the Sea Пи Джей Харви, в записи которого принимал участие Том Йорк. Amnesiac стал четвёртым (подряд) диском Radiohead, который был выдвинут на соискание премии «Грэмми» в номинации «Лучший альтернативный альбом», но уступил пластинке Parachutes группы Coldplay. Композиция «Pyramid Song» была отмечена как одна из лучших песен десятилетия такими изданиями как Rolling Stone, NME и Pitchfork Media.

## Переиздание
В 2007 году Radiohead расстались с EMI, материнской компанией лейбла Parlophone, после неудачных переговоров по поводу нового контракта. Тем не менее, EMI сохранила права на весь материал Radiohead, выпущенный на этом лейбле. Когда после перерыва был возобновлён выпуск музыки на виниле, руководство EMI приняло решение переиздать альбомы Amnesiac, Kid A, Hail to the Thief и OK Computer в рамках серии «From The Capitol Vaults» на грампластинках, выпуск которых состоялся 19 августа 2008 года. Radiohead не принимали участие в переиздании, а EMI не стала проводить процедуру ремастеринга материала.
31 августа 2009 года EMI перевыпустила Amnesiac на двух CD в форматах «Collector’s Edition» (рус. «Коллекционное издание») и «Special Collector’s Edition» (рус. «Специальное коллекционное издание») — последнее содержало дополнительный DVD. Первый компакт-диск включал оригинальный студийный альбом; второй — би-сайды из синглов Amnesiac и концертные версии песен этого альбома; на DVD были представлены музыкальные клипы и концертный материал. В обзоре Pitchfork Media посвященному коллекционному переизданию альбома Скотт Плегенхоф писал: «В большей степени, чем Kid A — и, возможно, в большей степени, чем любой другой лонгплей своего времени — Amnesiac стал началом неорганизованной, плодотворной эпохи [в роке]… Amnesiac звучит именно так, как звучала заря эры MP3: отрывисто, уверенно, напряжённо, эклектично, головокружительно — как избыток хороших идей, сковываемых правилами, ограничениями и устоявшимися традициями».

## Список композиций
Все песни написаны группой Radiohead.
1. Packt Like Sardines in a Crushd Tin Box — 4:00
2. Pyramid Song — 4:49
3. Pulk/Pull Revolving Doors — 4:07[комм. 1]
4. You and Whose Army? — 3:11
5. I Might Be Wrong — 4:54
6. Knives Out — 4:15
7. Morning Bell/Amnesiac — 3:14
8. Dollars and Cents — 4:52
9. Hunting Bears — 2:01
10. Like Spinning Plates — 3:57
11. Life in a Glasshouse — 4:34

| №   | Название                                                                                    | Длительность |
| --- | ------------------------------------------------------------------------------------------- | ------------ |
| 1.  | «The Amazing Sounds of Orgy»                                                                | 3:38         |
| 2.  | «Trans-Atlantic Drawl»                                                                      | 3:01         |
| 3.  | «Fast-Track»                                                                                | 3:17         |
| 4.  | «Kinetic»                                                                                   | 4:06         |
| 5.  | «Worrywort»                                                                                 | 4:37         |
| 6.  | «Fog»                                                                                       | 4:04         |
| 7.  | «Cuttooth»                                                                                  | 5:23         |
| 8.  | «Life in a Glasshouse» (Full length version)                                                | 5:08         |
| 9.  | «You and Whose Army?» (Live at Canal+ Studios, Paris, France, 28/04/01)                     | 3:18         |
| 10. | «Packt Like Sardines in a Crushd Tin Box» (Live at Canal+ Studios, Paris, France, 28/04/01) | 3:04         |
| 11. | «Dollars & Cents» (Live at Canal+ Studios, Paris, France, 28/04/01)                         | 4:41         |
| 12. | «I Might Be Wrong» (Live at Canal+ Studios, Paris, France, 28/04/01)                        | 4:55         |
| 13. | «Knives Out» (Live at Canal+ Studios, Paris, France, 28/04/01)                              | 4:22         |
| 14. | «Pyramid Song» (Live at Canal+ Studios, Paris, France, 28/04/01)                            | 5:07         |
| 15. | «Like Spinning Plates» (I Might Be Wrong: Live Recordings, 2001)                            | 3:52         |

| №   | Название                                                                                  | Длительность |
| --- | ----------------------------------------------------------------------------------------- | ------------ |
| 1.  | «Pyramid Song»                                                                            |              |
| 2.  | «Knives Out»                                                                              |              |
| 3.  | «I Might Be Wrong»                                                                        |              |
| 4.  | «Push Pulk/Like Spinning Plates»                                                          |              |
| 5.  | «Pyramid Song» (Live on Top of the Pops, 25/05/01)                                        |              |
| 6.  | «Knives Out» (Live on Top of the Pops, 17/08/01)                                          |              |
| 7.  | «Packt Like Sardines in a Crushd Tin Box» (Live on Later... with Jools Holland, 09/06/01) |              |
| 8.  | «Knives Out» (Live on Later... with Jools Holland, 09/06/01)                              |              |
| 9.  | «Life in a Glasshouse» (Live on Later... with Jools Holland, 09/06/01)                    |              |
| 10. | «I Might Be Wrong» (Live on Later... with Jools Holland, 09/06/01)                        |              |

## Участники записи
Данные взяты из буклета альбома.

| Radiohead - Колин Гринвуд - Джонни Гринвуд - Эд О’Брайен - Фил Селуэй - Том Йорк Дополнительные музыканты - Orchestra of St John’s под руководством Джона Лаббока — струнные инструменты на треках «Pyramid Song» и «Dollars and Cents» | На треке «Life in a Glasshouse»: - Хамфри Литтелтон — бэнд-лидер, труба - Пол Бридж — контрабас - Джимми Хастингс — кларнет - Адриан Макинтош — ударные - Пит Стрэндж — тромбон Технический персонал - Стэнли Донвуд — дизайн обложки и упаковки - Найджел Годрич — продюсер и звукоинженер - Дэн Греч-Маргуерат — звукоинженер на «Life in a Glasshouse» - Джерард Наварро — звукоинженер - Грейми Стюарт — звукоинженер |